# Nae Meori Sogui Jiugae
Nae Meori Sogui Jiugae (hangul: 내 머리 속의 지우개; rr: Nae Meori Sogui Jiugae; MR: Nae Mŏri Sogŭi Chiugae; lit. Borracha na Minha Cabeça) é um filme de drama romântico sul-coreano de 2004 baseado no drama de televisão japonês de 2001 Pure Soul. O filme é estrelado por Jung Woo-sung e Son Ye-jin e aborda o tema da descoberta da doença de Alzheimer e os fardos que ela causa em um relacionamento.
O filme foi lançado em 5 de novembro de 2004, na Coreia do Sul. Nacionalmente, foi um grande sucesso, liderando as bilheterias sul-coreanas por duas semanas consecutivas e se tornando o quinto filme de maior bilheteria de 2004, com um total de 2.565.078 ingressos vendidos. O filme também teve enorme sucesso nas bilheterias japonesas, quebrando recordes anteriores de filmes coreanos lançados lá; foi o 19º filme de maior bilheteria no Japão em 2005.
O diretor John H. Lee e o roteirista Kim Young-ha ganharam o prêmio de Melhor Roteiro Adaptado no Grand Bell Awards de 2005.
Em 2012, o filme foi refeito na Turquia sob o título de Evim Sensin.

## Sinopse
Su-jin e Chul-soo, os protagonistas, são apresentados nos primeiros minutos do filme. O longa destaca o encontro acidental deles, seguido pelo namoro subsequente dos dois, apesar da lacuna socioeconômica que deveria mantê-los separados. Kim Su-jin é uma designer de moda de 27 anos, rejeitada por seu antigo amante, um colega que também era um homem casado. Deprimida, ela vai a uma loja de conveniência e esbarra em um homem, alto e bonito, com quem tem um leve mal-entendido. Depois disso, ela retorna para casa e, recebendo o perdão do pai, decide recomeçar a vida.
Um dia, enquanto acompanhava seu pai, que é CEO de uma construtora, ela coincidentemente conhece o homem que havia encontrado na loja de conveniência. Ele é Choi Chul-soo, um mestre de obras que está no local de construção no intuito de estudar para se tornar arquiteto. Su-jin imediatamente gosta de Chul-soo e o corteja ativamente. Há muitos eventos doces que acontecem durante o namoro, levando eventualmente ao casamento.
A metade do longa acompanha o casal tendo uma vida feliz como casados, com Chul-soo projetando a casa dos sonhos deles e Su-jin aprendendo a se tornar uma dona de casa. Com o passar do tempo, no entanto, Su-jin começa a exibir episódios de esquecimentos, incluindo um caso onde ela iniciou um incêndio por ter esquecido de desligar o fogão. Embora Chul-soo tenha conseguido conter o incêndio a tempo, a gravidade do incidente e de outros acontecimentos semelhantes os levaram a procurar ajuda médica.
Nas últimas partes, o filme aborda o diagnóstico precoce de Alzheimer de Su-jin e da consequente resposta do casal a ele. Su-jin, a princípio, experimenta a negação, depois passa a ficar sobrecarregada mentalmente ao saber que esquecerá de seu marido. Mesmo assim, eles se comprometem a ficar juntos e, à medida que a doença avança, os desafios pelos quais o casal passa aumentam devido à deterioração da memória de Su-jin. Por fim, Su-jin toma a decisão de deixar a casa e se internar em uma instituição.
Chul-soo, apesar de sentir muita dor, fica ao lado de Su-jin, mesmo quando ela não possui mais memórias do esposo, escondendo seus olhos atrás de óculos escuros quando a visita para que ela não veja suas lágrimas. No final do filme, Chul-soo recria a cena em que os dois se encontraram, primeira vez, na loja de conveniência, com todos os amigos e familiares de Su-jin presentes. Na cena final, Su-jin está andando de carro ao lado do marido no pôr do sol, e ele diz a ela: "Eu te amo".

## Elenco
- Jung Woo-sung como Choi Chul-soo
- Son Ye-jin como Kim Su-jin
- Baek Jong-hak como Seo Yeong-min
- Lee Seon-jin como Jung An-na
- Park Sang-gyu como Sr. Kim
- Kim Hee-ryeong como Mãe
- Seon Ji-hyun como Jeong-eun
- Kim Bu-seon como Madame Oh
- Kim Joong-ki como Chefe de Seção Cha
- Hyun Young como Yu-na
- Park Mi-suk como Ji-hyun
- Shin Cheol-jin como o Gerente Park
- Jin Yong-ok como trabalhador da construção civil 1
- Shin Hyun-tak como trabalhador da construção civil 3
- Kwon Byeong-kil como Doutor Lee
- Oh Kwang-rok como vagabundo na estação
- Jung Min-sung como pessoa no celular
- Choi Gyo-sik como funcionário público
- David Lee McInnis como modelo[8]

## Remakes
Em 22 de outubro de 2008, foi relatado que a CBS Films havia obtido os direitos para realizar um remake americano do filme original, com Susannah Grant contratada para escrever o novo roteiro. Após uma reviravolta, foi anunciado em fevereiro de 2013 que a Scott Pictures produziria e financiaria junto com a Sobini Films e a Film 360, onde Ben Lewin foi selecionado para dirigir e Katherine Heigl escalada para interpretar a protagonista feminina. Em 30 de agosto de 2016, Josh Hartnett estava em negociações para estrelar no remake e Jena Malone substituiria Heigl.
Nas Filipinas, em 14 de dezembro de 2020, foi anunciado pelo ator Alden Richards em uma entrevista ao Philippine Entertainment Portal (PEP.ph) que haverá um remake filipino do filme original estrelado por ele e Bea Alonzo, a produção começará em janeiro de 2021 com Nuel Naval como diretor e as companhias GMA Pictures e Viva Films atuando como produtoras do filme. As filmagens do filme começaram em novembro de 2021, e o título oficial do filme foi renomeado para "Special Memory". Em maio de 2023, foi anunciado que o filme foi adiado devido a conflitos de agenda com a programação deles. Alonzo foi substituído por Julia Barretto em seu papel.

## Prêmios e indicações
| Cerimônia                                                        | Ano  | Categoria                         | Indicado      | Resultado | Ref.   |
| ---------------------------------------------------------------- | ---- | --------------------------------- | ------------- | --------- | ------ |
| 13º Chunsa Film Art Awards                                       | 2005 | Melhor Ator                       | Jung Woo-sung | Indicado  |        |
| 15º Festival de Cinema Golden Rooster e Hundred Flowers da China | 2006 | Melhor Atriz em Filme Estrangeiro | Son Ye-jin    | Venceu    | [ 14 ] |
| 42º Grand Bell Awards                                            | 2006 | Melhor Roteiro Adaptado           | Kim Young-ha  | Venceu    | [ 15 ] |